# Campionato danese di pallamano maschile
Il campionato danese di pallamano maschile è l'insieme dei tornei istituiti ed organizzati dalla DHF, la Federazione di pallamano della Danimarca.
Dalla stagione 1935-36 esiste in Danimarca un campionato di massima divisione maschile; attualmente il torneo si chiama 888ligaen.
I vincitori di tale torneo si fregiano del titolo di campioni di Danimarca; dall'origine a tutto il 2013 si sono tenute 77 edizioni del torneo.
La squadra che vanta il maggior numero di campionati vinti è il Hjallese Gymnastikforening Odense Håndbold con 13 titoli (l'ultimo nel 1969-70), a seguire il Kolding IF Håndbold con 12 titoli (l'ultimo nel 2008-09); l'attuale squadra campione in carica è l'AaB Håndbold.

## Struttura

### Håndboldligaen
È il massimo campionato maschile e si svolge tra 14 squadre.

La squadra 1ª classificata al termine del torneo è proclamata campione di Danimarca.

La squadra classificata all'ultimo posto in classifica retrocedono in 1. Division nella stagione successiva.

### 1. Division
È il campionato maschile di secondo livello e si svolge tra 14 squadre.

La squadra 1ª classificata al termine della stagione regolare è promossa in Håndboldligaen nella stagione successiva.

Retrocedono in 2. Division nella stagione successiva le squadre classificate al 13º e 14º posto alla fine della stagione regolare. 

### 2. Division
È il campionato maschile di terzo livello e si svolge tra 24 squadre divise in 2 gruppi da 12 club ciascuno.

Le prime squadre classificate al termine della stagione regolare di ciascun girone sono promosse in 1. Division nella stagione successiva.

Retrocedono in 3. Division nella stagione successiva le squadre classificate dal 13º al 14º posto alla fine della stagione regolare di ciascun gruppo. 

### Organigramma
Quella che segue è la struttura dei tornei.
| Livello | Campionato                          | Campionato                          | Campionato                          | Campionato                          | Campionato                      | Campionato                      | Campionato                      | Campionato                      | Campionato                                | Campionato                                | Campionato                                | Campionato                                |
| 1       | Håndboldligaen 14 clubs             | Håndboldligaen 14 clubs             | Håndboldligaen 14 clubs             | Håndboldligaen 14 clubs             | Håndboldligaen 14 clubs         | Håndboldligaen 14 clubs         | Håndboldligaen 14 clubs         | Håndboldligaen 14 clubs         | Håndboldligaen 14 clubs                   | Håndboldligaen 14 clubs                   | Håndboldligaen 14 clubs                   | Håndboldligaen 14 clubs                   |
| 2       | 1. Division 14 clubs                | 1. Division 14 clubs                | 1. Division 14 clubs                | 1. Division 14 clubs                | 1. Division 14 clubs            | 1. Division 14 clubs            | 1. Division 14 clubs            | 1. Division 14 clubs            | 1. Division 14 clubs                      | 1. Division 14 clubs                      | 1. Division 14 clubs                      | 1. Division 14 clubs                      |
| 3       | 2. Division 12 clubs                | 2. Division 12 clubs                | 2. Division 12 clubs                | 2. Division 12 clubs                | 2. Division 12 clubs            | 2. Division 12 clubs            | 2. Division 12 clubs            | 2. Division 12 clubs            | 2. Division 12 clubs                      | 2. Division 12 clubs                      | 2. Division 12 clubs                      | 2. Division 12 clubs                      |
| 4       | 3. Division - Girone 1 12 clubs     | 3. Division - Girone 1 12 clubs     | 3. Division - Girone 2 12 clubs     | 3. Division - Girone 2 12 clubs     | 3. Division - Girone 3 12 clubs | 3. Division - Girone 3 12 clubs | 3. Division - Girone 4 12 clubs | 3. Division - Girone 4 12 clubs | 3. Division - Girone 5 12 clubs           | 3. Division - Girone 5 12 clubs           | 3. Division - Girone 6 12 clubs           | 3. Division - Girone 6 12 clubs           |
| 5       | Jyllandsserien 6 gruppi da 10 clubs | Jyllandsserien 6 gruppi da 10 clubs | Jyllandsserien 6 gruppi da 10 clubs | Jyllandsserien 6 gruppi da 10 clubs | Fynsserien 12 clubs             | Fynsserien 12 clubs             | Fynsserien 12 clubs             | Fynsserien 12 clubs             | Kvalifikationsrækken 3 gruppi da 12 clubs | Kvalifikationsrækken 3 gruppi da 12 clubs | Kvalifikationsrækken 3 gruppi da 12 clubs | Kvalifikationsrækken 3 gruppi da 12 clubs |
| 6       | JHF Serie 1 8 Gironi                | JHF Serie 1 8 Gironi                | JHF Serie 1 8 Gironi                | JHF Serie 1 8 Gironi                | FHF Serie 1 2 Gironi            | FHF Serie 1 2 Gironi            | FHF Serie 1 2 Gironi            | FHF Serie 1 2 Gironi            | HRØ Serie 1 5 Gironi                      | HRØ Serie 1 5 Gironi                      | HRØ Serie 1 5 Gironi                      | HRØ Serie 1 5 Gironi                      |
| 7       | JHF Serie 2 8 Gironi                | JHF Serie 2 8 Gironi                | JHF Serie 2 8 Gironi                | JHF Serie 2 8 Gironi                | FHF Serie 2 3 Gironi            | FHF Serie 2 3 Gironi            | FHF Serie 2 3 Gironi            | FHF Serie 2 3 Gironi            | HRØ Serie 2 8 Gironi                      | HRØ Serie 2 8 Gironi                      | HRØ Serie 2 8 Gironi                      | HRØ Serie 2 8 Gironi                      |
| 8       | JHF Serie 3 8 Gironi                | JHF Serie 3 8 Gironi                | JHF Serie 3 8 Gironi                | JHF Serie 3 8 Gironi                | FHF Serie 3 1 Girone            | FHF Serie 3 1 Girone            | FHF Serie 3 1 Girone            | FHF Serie 3 1 Girone            | HRØ Serie 3 1 Girone                      | HRØ Serie 3 1 Girone                      | HRØ Serie 3 1 Girone                      | HRØ Serie 3 1 Girone                      |
| 9       | JHF Serie 4 5 Gironi                | JHF Serie 4 5 Gironi                | JHF Serie 4 5 Gironi                | JHF Serie 4 5 Gironi                | FHF Serie 4 1 Girone            | FHF Serie 4 1 Girone            | FHF Serie 4 1 Girone            | FHF Serie 4 1 Girone            | HRØ Serie 4 1 Girone                      | HRØ Serie 4 1 Girone                      | HRØ Serie 4 1 Girone                      | HRØ Serie 4 1 Girone                      |

## Albo d'oro
| Edizione    | Vincitore              | N° Titolo              | 2º classificato        | Note                   |
| ----------- | ---------------------- | ---------------------- | ---------------------- | ---------------------- |
| 1935 - 1936 | IF Vidar               | 1º titolo              |                        |                        |
| 1936 - 1937 | Ajax Copenaghen        | 1º titolo              |                        |                        |
| 1937 - 1938 | IF Vidar               | 2º titolo              |                        |                        |
| 1938 - 1939 | Odense                 | 1º titolo              |                        |                        |
| 1939 - 1940 | Odense                 | 2º titolo              |                        |                        |
| 1940 - 1941 | Odense                 | 3º titolo              |                        |                        |
| 1941 - 1942 | Ajax Copenaghen        | 2º titolo              |                        |                        |
| 1942 - 1943 | Odense                 | 4º titolo              |                        |                        |
| 1943 - 1944 | Ajax Copenaghen        | 3º titolo              |                        |                        |
| 1944 - 1945 | Edizione non disputata | Edizione non disputata | Edizione non disputata | Edizione non disputata |
| 1945 - 1946 | Odense                 | 5º titolo              |                        |                        |
| 1946 - 1947 | Odense                 | 6º titolo              | Ajax Copenaghen        |                        |
| 1947 - 1948 | Ajax Copenaghen        | 4º titolo              | Helsingør              |                        |
| 1948 - 1949 | Ajax Copenaghen        | 5º titolo              | Odense                 |                        |
| 1949 - 1950 | Ajax Copenaghen        | 6º titolo              | USG håndbold           |                        |
| 1950 - 1951 | Helsingør              | 1º titolo              | Ajax Copenaghen        |                        |
| 1951 - 1952 | Ajax Copenaghen        | 7º titolo              | Helsingør              |                        |
| 1952 - 1953 | Ajax Copenaghen        | 8º titolo              | Helsingør              |                        |
| 1953 - 1954 | Tårup HK               | 1º titolo              | Ajax Copenaghen        |                        |
| 1954 - 1955 | Aarhus KFUM            | 1º titolo              | Tårup HK               |                        |
| 1955 - 1956 | Odense                 | 7º titolo              | Helsingør              |                        |
| 1956 - 1957 | Aarhus GF              | 1º titolo              | Helsingør              |                        |
| 1957 - 1958 | Helsingør              | 2º titolo              | Tårup HK               |                        |
| 1958 - 1959 | Aarhus GF              | 2º titolo              | Helsingør              |                        |
| 1959 - 1960 | Odense                 | 8º titolo              | Aarhus KFUM            |                        |
| 1960 - 1961 | Aarhus GF              | 3º titolo              | Aarhus KFUM            |                        |
| 1961 - 1962 | Skovbakken             | 1º titolo              | Helsingør              |                        |
| 1962 - 1963 | Aarhus KFUM            | 2º titolo              | Aarhus GF              |                        |
| 1963 - 1964 | Ajax Copenaghen        | 9º titolo              | Aarhus KFUM            |                        |
| 1964 - 1965 | Aarhus KFUM            | 3º titolo              | Odense                 |                        |
| 1965 - 1966 | Odense                 | 9º titolo              | Aarhus KFUM            |                        |
| 1966 - 1967 | Odense                 | 10º titolo             | Aarhus KFUM            |                        |
| 1967 - 1968 | Odense                 | 11º titolo             | Aarhus KFUM            |                        |
| 1968 - 1969 | Odense                 | 12º titolo             | Aarhus KFUM            |                        |
| 1969 - 1970 | Odense                 | 13º titolo             | Efterslægtens          |                        |
| 1970 - 1971 | Efterslægtens          | 1º titolo              | Odense                 |                        |
| 1971 - 1972 | Stadion                | 1º titolo              | Efterslægtens          |                        |
| 1972 - 1973 | Stadion                | 2º titolo              | Fredericia KFUM        |                        |
| 1973 - 1974 | Aarhus KFUM            | 4º titolo              | Helsingør              |                        |
| 1974 - 1975 | Fredericia KFUM        | 1º titolo              | Helsingør              |                        |
| 1975 - 1976 | Fredericia KFUM        | 2º titolo              | Helsingør              |                        |
| 1976 - 1977 | Fredericia KFUM        | 3º titolo              | Holte IF               |                        |
| 1977 - 1978 | Fredericia KFUM        | 4º titolo              | Holte IF               |                        |
| 1978 - 1979 | Fredericia KFUM        | 5º titolo              | SAGA Håndbold          |                        |
| 1979 - 1980 | Aarhus KFUM            | 5º titolo              | Fredericia KFUM        |                        |
| 1980 - 1981 | Helsingør              | 3º titolo              | Holte IF               |                        |
| 1981 - 1982 | Skovbakken             | 2º titolo              | Helsingør              |                        |
| 1982 - 1983 | Aarhus KFUM            | 6º titolo              | Gladsaxe HG            |                        |
| 1983 - 1984 | Gladsaxe HG            | 1º titolo              | Helsingør              |                        |
| 1984 - 1985 | Helsingør              | 4º titolo              | Hellerup IK            |                        |
| 1985 - 1986 | Hellerup IK            | 1º titolo              | Gladsaxe HG            |                        |
| 1986 - 1987 | Kolding                | 1º titolo              | Helsingør              |                        |
| 1987 - 1988 | Kolding                | 2º titolo              | Helsingør              |                        |
| 1988 - 1989 | Helsingør              | 5º titolo              | GOG                    |                        |
| 1989 - 1990 | Kolding                | 3º titolo              | Helsingør              |                        |
| 1990 - 1991 | Kolding                | 4º titolo              | GOG                    |                        |
| 1991 - 1992 | GOG                    | 1º titolo              | Helsingør              |                        |
| 1992 - 1993 | Kolding                | 5º titolo              | GOG                    |                        |
| 1993 - 1994 | Kolding                | 6º titolo              | GOG                    |                        |
| 1994 - 1995 | GOG                    | 2º titolo              | Kolding                |                        |
| 1995 - 1996 | GOG                    | 3º titolo              | Virum-Sorgenfri HK     |                        |
| 1996 - 1997 | Virum-Sorgenfri HK     | 1º titolo              | Ajax Copenaghen        |                        |
| 1997 - 1998 | GOG                    | 4º titolo              | Esbjerg                |                        |
| 1998 - 1999 | Skjern                 | 1º titolo              | Kolding                |                        |
| 1999 - 2000 | GOG                    | 5º titolo              | Virum-Sorgenfri HK     |                        |
| 2000 - 2001 | Kolding                | 7º titolo              | GOG                    |                        |
| 2001 - 2002 | Kolding                | 8º titolo              | Bjerringbro-Silkeborg  |                        |
| 2002 - 2003 | Kolding                | 9º titolo              | Skjern                 |                        |
| 2003 - 2004 | GOG                    | 6º titolo              | Kolding                |                        |
| 2004 - 2005 | Kolding                | 10º titolo             | Aarhus GF              |                        |
| 2005 - 2006 | Kolding                | 11º titolo             | GOG Svendborg TGI      |                        |
| 2006 - 2007 | GOG Svendborg TGI      | 7º titolo              | Viborg HK              |                        |
| 2007 - 2008 | Copenaghen             | 1º titolo              | GOG Svendborg TGI      |                        |
| 2008 - 2009 | Kolding                | 12º titolo             | Copenaghen             |                        |
| 2009 - 2010 | Aalborg                | 1º titolo              | Kolding                |                        |
| 2010 - 2011 | AG Copenaghen          | 1º titolo              | Bjerringbro-Silkeborg  |                        |
| 2011 - 2012 | AG Copenaghen          | 1º titolo              | Bjerringbro-Silkeborg  |                        |
| 2012 - 2013 | Aalborg                | 2º titolo              | Kolding                |                        |